# Revine Lago
Revine Lago är en kommun i provinsen Treviso i regionen Veneto i Italien. Kommunen hade 2 150 invånare (2018).